# Il treno per il Darjeeling
Il treno per il Darjeeling (The Darjeeling Limited) è un film del 2007 diretto da Wes Anderson, scritto dallo stesso Anderson insieme a Roman Coppola e all'attore Jason Schwartzman.
Il film, preceduto dal cortometraggio Hotel Chevalier, con il quale è stato distribuito, è stato presentato in concorso alla 64ª Mostra internazionale d'arte cinematografica di Venezia. La pellicola è una commedia dalle sfumature drammatiche, ambientata in India principalmente nella regione del Rajasthan, con protagonisti i tre fratelli Whitman, Francis (Owen Wilson), Peter (Adrien Brody) e Jack (Jason Schwartzman).

## Trama
Un uomo d'affari in India non riesce a prendere il suo treno, chiamato "Darjeeling Limited"; viene battuto sul tempo da un uomo più giovane, Peter Whitman. Peter si riunisce con i fratelli Francis e Jack a bordo; i tre non si erano più visti dal funerale del padre un anno prima.
Francis, il maggiore, ha avuto di recente un incidente motociclistico quasi mortale che lo ha lasciato sfigurato in viso e desidera riconciliarsi con i suoi fratelli in un viaggio spirituale per scoprire sé stessi. Inoltre, in segreto, vuole ritrovare la madre, che non vedono da molti anni. Francis organizza un rigido itinerario di viaggio e confisca i passaporti dei fratelli affinché non scendano troppo presto dal treno. I tre soffrono ancora per la morte del padre e conservano molti suoi oggetti personali.
Il treno porta i fratelli attraverso la campagna e in varie città indù, ma la tensione tra loro aumenta, in particolar modo a causa delle manie di controllo di Francis e la scoperta da parte di Peter e Jack che si stanno dirigendo a trovare la madre, la quale si è fatta suora e vive in un convento cristiano in Himalaya. In seguito a un alterco fisico tra i tre, vengono fatti scendere dal treno. Dopo aver ricevuto una lettera della madre in cui è implicato che non voglia vederli, i fratelli decidono di lasciare l'India e prendere strade separate per non fare più ritorno.
Mentre camminano per la campagna, i fratelli vedono tre bambini cadere in un fiume e si precipitano ad aiutarli; Jack e Francis ne salvano due, mentre Peter non riesce con il terzo, che muore. Riportano il corpo al villaggio dei ragazzi e vengono ospitati per la notte e trattati gentilmente. Il giorno seguente partecipano al funerale e riacquistano un ricordo represso: il giorno del funerale del padre si erano fermati a un'officina per ritirare la sua Porsche, anche se non era ancora pronta. Si viene a sapere che il padre è stato ucciso venendo investito da un taxi e che la madre non ha partecipato al funerale.
I fratelli arrivano all'aeroporto, ma decidono di strappare i loro biglietti per andare a trovare la madre. Raggiungono il convento, dove la madre è sorpresa ma felice di vederli, e Francis ammette che l'incidente subito in realtà è stato un tentativo di suicidio. Quella notte, dopo aver affrontato la genitrice per l'abbandono, la famiglia finalmente si riunisce. La mattina seguente i fratelli scoprono che la madre se n'è andata di nuovo e decidono di non aspettare il suo ritorno.
Alla stazione ferroviaria, i tre fratelli corrono per raggiungere un altro treno e decidono felicemente di liberarsi di tutte le valigie e borse del padre per raggiungerlo. Francis si offre di restituire i passaporti a Peter e Jack, ma loro gli dicono di conservarli.

## Produzione

### Riprese
Molte scene del film – ivi comprese quelle himalayane – non sono state girate nella zona del Darjeeling. I luoghi delle riprese si trovano praticamente tutte nello stato del Rajasthan, nelle località di Jodhpur e Udaipur.
In realtà, non esiste un treno chiamato "Darjeeling Limited". Per contro, esiste un treno turistico, il "Toy Train", che transita nel Darjeeling, amministrato dalla compagnia ferroviaria Darjeeling Himalayan Railway.

### Cast
Nel film sono presenti quattro personaggi che appaiono solo in camei: Bill Murray, Irrfan Khan, Natalie Portman e Camilla Rutherford. Nel cameo in cui appare Bill Murray lo si vede inseguire il treno, che sta partendo senza riuscire a raggiungerlo, come invece fanno i fratelli. Al suo personaggio è legato un mistero: è il fantasma del padre defunto dei tre o è qualcun altro? Irrfan Khan è il padre dei bambini salvati dai protagonisti durante il viaggio.
Verso la fine del film è presente un cameo in cui compare per circa 8 secondi Natalie Portman, mentre la telecamera spazia da un vagone all'altro del treno. Si trova in una camera gialla uguale a quella dell'Hotel Chevalier del prequel. Nel corso del cameo è sdraiata sul letto con il telecomando e si toglie lo stuzzicadenti di bocca per bere il Bloody Mary. Nella camera sul secondo comodino è anche presente la sua boccetta di profumo.

## Colonna sonora

### Tracce
Il film ha una colonna sonora ispirata agli anni settanta:
1. Where Do You Go To (My Lovely)? - Peter Sarstedt
2. Colonna sonora dal film di Satyajit Ray Jalsaghar - Ustad Vilayat Khan
3. This Time Tomorrow - The Kinks
4. Colonna sonora dal film di Satyajit Ray Teen Kanya
5. Colonna sonora dal film di James Ivory Il proprietario di casa (The Householder)
6. Ruku's Room dal film di Satyajit Ray Joi Baba Felunath
7. Canzone di Charu dal film di Satyajit Ray Charulata
8. Colonna sonora dal film di James Ivory Il racconto di Bombay (Bombay Talkie)
9. Montaggio di Nityananda Datta Baksa Badal
10. Prayer (versione tradizionale)
11. Farewell To Earnest dal film di James Ivory Il proprietario di casa (The Householder)
12. The Deserted Ballroom dal film di James Ivory Shakespeare Wallah
13. Suite Bergamasque: 3. Clair De Lune - Claude Debussy - interpretata da Alexis Weissenberg
14. Typewriter, Tip, Tip, Tip dal film di James Ivory Il racconto di Bombay (Bombay Talkie) (Cantata da Kishore Kumar e Asha Bhosle) - Asha Bhosle
15. Memorial (versione tradizionale)
16. Strangers - The Kinks
17. Praise Him (versione tradizionale)
18. Symphony No. 7 in A (Op. 92) Allegro con brio - Ludwig van Beethoven
19. Play with Fire in versione Mono - Rolling Stones
20. Arrival in Benares dal film di James Ivory Il guru (The Guru) - Ustad Vilayat Khan
21. Powerman - The Kinks
22. Les Champs Elysées - Joe Dassin

## Distribuzione
Il treno per il Darjeeling ha fatto la sua première mondiale il 3 settembre 2007 al Festival del cinema di Venezia. Per il Nord America la prima è stata il 28 settembre 2007 al 45ª edizione del New York Film Festival, dove è stato il film di apertura. Ha poi aperto in una versione limitata commerciale in Nord America il 5 ottobre 2007. Il film ha aperto in tutto il Nord America il 26 ottobre 2007 e nel Regno Unito il 23 novembre 2007, in entrambi i territori preceduto nella proiezione da Hotel Chevalier. Il film ha incassato 134938 $ in due teatri al suo primo weekend di apertura con una media di 67469 $ per ogni teatro.
Il film (formato widescreen) è stato commercializzato in DVD 26 febbraio 2008 su Fox Searchlight, con caratteristiche limitate a un dietro-le-quinte, un trailer cinematografico e l'inclusione di Hotel Chevalier. Il film è stato ripubblicato dalla Criterion Collection il 12 ottobre 2010 sia su DVD e Blu-ray, quest'ultima per la prima volta.

### Date di uscita
Il film è stato presentato ai festival alle seguenti date:
- agosto 2007 al Malmö Filmdagar in Svezia;
- 3 settembre alla 64ª Mostra internazionale d'arte cinematografica di Venezia in Italia;
- 28 settembre al New York Film Festival negli Stati Uniti orientali;
- 4 ottobre alla première a Beverly Hills, in California, negli Stati Uniti occidentali;
- 6 ottobre al Morelia Film Festival in Messico;
- 1º novembre al London Film Festival nel Regno Unito;
- 7 novembre al Ljubljana International Film Festival in Slovenia;
- 15 novembre all'Oslo International Film Festival in Norvegia;
- 16 novembre al Stockholm International Film Festival in Svezia;
- 22 novembre al Gijón International Film Festival in Spagna;
- 25 novembre al Thessaloniki International Film Festival in Grecia;
- 27 novembre al Muestra Internacional de Cine in Messico;
- 28 gennaio 2008 all'International Film Festival Rotterdam, nei Paesi Bassi;
- 24 settembre 2009 al festival Resistencia in Argentina.

Le date di uscita sono le seguenti:
- 29 settembre 2007 in Canada e in alcuni singoli stati negli Stati Uniti;
- 26 ottobre negli Stati Uniti;
- 23 novembre in Irlanda e nel Regno Unito;
- 13 dicembre in Corea del Sud;
- 25 dicembre in Danimarca e Svezia (Darjeeling limited);
- 26 dicembre in Australia e Norvegia;
- 3 gennaio 2008 in Germania e nella Svizzera di lingua tedesca (Darjeeling Limited), e a Singapore;
- 4 gennaio in Austria (Darjeeling Limited) e Spagna (Viaje a Darjeeling);
- 10 gennaio a Hong Kong (穿越大吉嶺);
- 18 gennaio in Messico (Viaje a Darjeeling);
- 24 gennaio in Portogallo, Repubblica Ceca (Darjeeling s rucením omezeným), Russia (Поезд на Дарджилинг. Отчаянные путешественники) e Slovacchia (Darjeeling s rucením obmedzeným);
- 25 gennaio in Islanda;
- 31 gennaio in Israele;
- 1º febbraio in Polonia (Pociąg do Darjeeling);
- 6 febbraio nelle Filippine;
- 7 febbraio in Croazia (Darjeeling d.o.o.) e Grecia (Taxidi sto Darjeeling);
- 8 febbraio in Estonia e Lettonia;
- 15 febbraio in Turchia;
- 28 febbraio nel Belgio fiammingo e nei Paesi Bassi;
- 8 marzo in Giappone (ダージリン急行);
- 19 marzo in Francia e nelle zone di lingua francese di Svizzera e Belgio (À bord du Darjeeling Limited);
- 20 marzo in Argentina (Viaje a Darjeeling);
- 3 aprile in Cile (Viaje a Darjeeling);
- 18 aprile in Finlandia;
- 30 aprile in Italia e Svizzera italiana;
- 11 luglio in Ungheria (Utazás Darjeelingbe) (uscita in DVD).

Nei paesi il cui titolo non è segnato è in lingua originale, cioè The Darjeeling Limited

### Divieti
Alcuni elementi del film hanno portato a divieti nei paesi in cui esso è stato distribuito:
- Argentina – Vietato ai minori di 13 anni
- Brasile – Vietato ai minori di 14 anni
- Canada – Vietato ai minori di 14 anni se non accompagnati da un adulto (Alberta, Manitoba e Ontario), Vietato ai minori di 10 anni se non accompagnati da un adulto (Columbia Britannica)
- Corea del Sud – Vietato ai minori di 15 anni
- Filippine – Vietato ai minori di 13 anni se non accompagnati dai genitori
- Finlandia – Vietato ai minori di 11 anni
- Germania – Vietato ai minori di 6 anni
- Irlanda – Vietato ai minori di 15 anni se non accompagnati da un adulto
- Messico - Vietato ai minori di 15 anni[2]
- Paesi Bassi – Vietato ai minori di 12 anni
- Portogallo – Vietato ai minori di 12 anni
- Regno Unito – Vietato ai minori di 15 anni
- Singapore – Vietato ai minori se non accompagnati da un adulto, a quelli di 16 anni (rating DVD)
- Stati Uniti - Vietato ai minori di 17 anni se non accompagnati dai genitori
- Svezia – Vietato ai minori di 11 anni
- Svizzera – Vietato ai minori di 10 anni (solo nei Cantoni Ginevra e Vaud)

### Adattamento italiano

#### Doppiaggio
L'edizione italiana del film è stata curata da Carlo Valli, direttore del doppiaggio e anche autore di dialoghi, con l'assistenza di Sabina Montanarella; il doppiaggio italiano, invece, fu eseguito dalla Cast Doppiaggio S.r.l. e la sonorizzazione è stata affidata alla Sefit-CDC.

## Riconoscimenti
(Motivazioni della vincita del Leoncino d’Oro 2007 alla 64ª Mostra internazionale d'arte cinematografica di Venezia)
Il premio è stato assegnato dalla giuria dei giovani di Agiscuola.
- 2007 – Mostra internazionale d'arte cinematografica
  - Leoncino d'oro

## Edizioni home video

### DVD/Blu-ray Disc
Vista anche la citazione sopra riportata di Wes Anderson circa la sua indecisione se vedere o meno il film Il treno per il Darjeeling con prima il corto Hotel Chevalier oppure no, nel DVD è stata prevista la possibilità di visualizzarli insieme oppure ciascuno dei due separatamente.
| Versioni DVD dell'opera | Versioni DVD dell'opera | Versioni DVD dell'opera             | Versioni DVD dell'opera                                  |
| Paese                   | Data                    | Distributore                        | Commento                                                 |
| ----------------------- | ----------------------- | ----------------------------------- | -------------------------------------------------------- |
| Stati Uniti             | 2008                    | 20th Century Fox Home Entertainment | edizione DVD                                             |
| Canada                  | 2008                    | 20th Century Fox Home Entertainment | edizione DVD                                             |
| Svezia                  | 2008                    | SF Home Entertainment               | edizione DVD                                             |
| Stati Uniti             | 2010                    | The Criterion Collection            | edizione DVD e disponibile anche in formato Blu-ray Disc |

## Merchandising
Il set di 11 valigie dei fratelli Whitman, che compare sia nel cortometraggio-prequel che nel film seguente, al termine delle riprese è stato battuto ad un'asta benefica i cui proventi sono stati devoluti all'UNICEF e alla fondazione Rawal Mallinathji.

## Prequel
Il film è preceduto da un cortometraggio di 13 minuti, Hotel Chevalier, con Natalie Portman e Jason Schwartzman, che racconta un piccolo pezzo di una storia d'amore travagliata e che funge da prequel per Il treno per il Darjeeling.
I protagonisti del corto sono il più piccolo dei fratelli Whitman, Jack, che è recluso da molto tempo nell'hotel del titolo in seguito alla fine di un amore, e la sua ex fidanzata (Natalie Portman), che irrompe a sorpresa nell'albergo ed interrompe il suo isolamento, scatenando per l'ennesima volta la passione tra i due.
Hotel Chevalier ha suscitato tanto interesse per la sua perfezione stilistica e, soprattutto, per la prima volta sullo schermo di Natalie Portman senza veli.
Il cortometraggio ha accompagnato il film nelle sale in alcuni Paesi, mentre in altri è stato distribuito solo su Internet.
È la prima volta che Wes Anderson si fa aiutare nella sceneggiatura da Jason Schwartzman (suo amico fin dai tempi di Rushmore) e da Roman Coppola, cugino dell'attore.
Nancy Utley, la direttrice operativa di Fox Searchlight, ha detto che la sua azienda non sapeva nemmeno dell'esistenza del cortometraggio-prequel, ma che lo ha saputo solo dopo che Il treno per il Darjeeling è stato completato.